# Liste der Top-3-Platzierungen in den deutschen Album-Jahrescharts

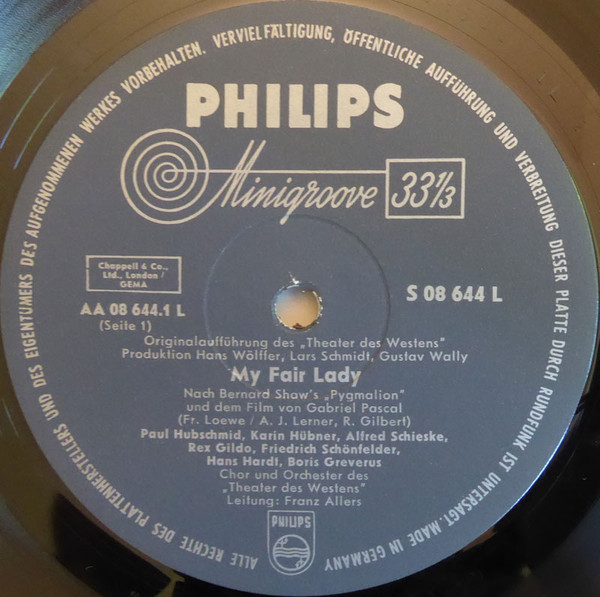
Label zu My Fair Lady – Deutsche Originalaufnahme, dem ersten Jahres-Nummer-eins-Album 1963

Die Liste der Top-3-Platzierungen in den deutschen Album-Jahrescharts ist eine Übersicht von Musikalben, die sich auf den ersten drei Plätzen der offiziellen Jahrescharts für Alben in Deutschland platzieren konnten.

## Hinweise zur Interpretation der aufgeführten Statistiken
Die hier dargestellte Auswertung bietet eine Übersicht von Musikalben, die sich in den Top 3 der deutschen Album-Jahrescharts platzieren konnten. Der Artikel bezieht sich dabei auf die Jahreshitparaden der Bundesrepublik Deutschland ab 1963. Neben den Interpreten und Albentiteln finden sich darüber hinaus auch Informationen zu den Herkunftsländern der Interpreten sowie Angaben zu den Musiklabels und Vertrieben.
Die Jahreshitparade beruhte zu Beginn auf Händlerbefragungen und Musikbox-Kontrollen, es zählte also neben dem Schallplattenverkauf auch, wie oft ein Album in den Musikboxen ausgewählt wurde. In den 1990er-Jahren erfolgte zunächst die Änderung auf eine verkaufsorientierte Rangliste. Seit 2007 werden in Deutschland „Werte-Charts“ ermittelt. Das bedeutet, dass nicht mehr die verkaufte Stückzahl entscheidend ist, sondern der damit erzielte Umsatz.

## Problematik
Die hier aufgeführten Statistiken beginnen mit dem Kalenderjahr 1963, die ersten Albumcharts wurden für den 15. Juli 1962 von der Fachzeitschrift Musikmarkt publiziert.
Als Mitte der 1960er-Jahre die Beatles und Rolling Stones für die erste „Absatzkrise“ deutscher Musik sorgten, nutzte die heimische Plattenindustrie die Hitparade als „Wettbewerbsinstrument“. Durch Bargeld-Bestechung, vorgegebene Fragebögen oder auch Werbeartikel beeinflussten Handelsvertreter die Händlerbefragungen. Hierdurch gerieten die Jahreshitparaden in Verruf. 1977 übernahm Media Control die Auswertung der deutschen Musikcharts, hielt jedoch an der Ermittlung der Jahrescharts fest. In den 1990er-Jahren kam es zu mehreren Prozessen wegen Wettbewerbsverzerrung, daraufhin wurde die Ermittlung auf ein verkaufsorientiertes elektronisches System an den Kassen umgestellt.

## Liste
| Jahr | Platz 1                                                                                         | Platz 2                                                                                   | Platz 3                                                                           |
| ---- | ----------------------------------------------------------------------------------------------- | ----------------------------------------------------------------------------------------- | --------------------------------------------------------------------------------- |
| 1963 | Soundtrack – My Fair Lady – Deutsche Originalaufnahme Philips Records (Chappell)                | Soundtrack – West Side Story Columbia Records (Chappell)                                  | Freddy Quinn – Heimweh nach St. Pauli Polydor (Polydor)                           |
| 1964 | Soundtrack – My Fair Lady – Deutsche Originalaufnahme Philips Records (Chappell)                | The Beatles – With the Beatles Odeon Records (EMI)                                        | Helen Vita – Freche Chansons aus dem alten Frankreich Vogue Schallplatten (Vogue) |
| 1965 | Soundtrack – My Fair Lady – Deutsche Originalaufnahme Philips Records (Chappell)                | Soundtrack – West Side Story Columbia Records (Chappell)                                  | Esther & Abi Ofarim – Songs der Welt Philips Records (PPI)                        |
| 1966 | Esther & Abi Ofarim – Neue Songs der Welt Philips Records (PPI)                                 | Soundtrack – My Fair Lady – Deutsche Originalaufnahme Philips Records (Chappell)          | The Beatles – Rubber Soul Odeon Records (EMI)                                     |
| 1967 | Verschiedene Interpreten – Eine Stern Stunde der Musik – Vergißmeinnicht Stern Musik (SM)       | Esther & Abi Ofarim – Das neue Esther & Abi Ofarim Album Philips Records (PPI)            | Maurice Jarre – Doktor Schiwago (O.S.T.) MGM Records (MGM)                        |
| 1968 | Heintje – Heintje Ariola (Ariola)                                                               | Verschiedene Interpreten – Eine Stern Stunde der Musik – Vergißmeinnicht Stern Musik (SM) | Peter Alexander – Schlager-Rendezvous mit Peter Alexander Ariola (Ariola)         |
| 1969 | Heintje – Heintje Ariola (Ariola)                                                               | Karel Gott – Die goldene Stimme aus Prag Polydor (Polydor)                                | Roy Black – Ich denk’ an dich Polydor (Polydor)                                   |
| 1970 | Udo Jürgens – Udo ’70 Ariola (Ariola)                                                           | Mireille Mathieu – Mireille Mathieu Ariola (Ariola)                                       | Simon & Garfunkel – Bridge over Troubled Water Columbia Records (Sony)            |
| 1971 | Deep Purple – In Rock Harvest Records (EMI)                                                     | James Last – Non Stop Dancing 11 Polydor (Polydor)                                        | Santana – Abraxas Columbia Records (Sony)                                         |
| 1972 | James Last – Polka Party Polydor (Polydor)                                                      | Tony Marshall – Schöne Maid Ariola (Ariola)                                               | Verschiedene Interpreten – Wim Thoelke präsentiert 3×9 Stern Musik (SM)           |
| 1973 | Heino – Seine großen Erfolge 3 Columbia Records (EMI)                                           | Deep Purple – Made in Japan Purple Records (EMI)                                          | Gilbert O’Sullivan – Back to Front MAM Records (MAM)                              |
| 1974 | The Beatles – 1962–1966 Apple Records (EMI)                                                     | The Beatles – 1967–1970 Apple Records (EMI)                                               | Suzi Quatro – Suzi Quatro RAK Records (EMI)                                       |
| 1975 | The Beatles – 1962–1966 Apple Records (EMI)                                                     | The Beatles – 1967–1970 Apple Records (EMI)                                               | Neil Diamond – Serenade Columbia Records (CBS)                                    |
| 1976 | ABBA – The Best Of Polydor (Polygram)                                                           | The Beatles – 1962–1966 Apple Records (EMI)                                               | Simon & Garfunkel – Simon and Garfunkel’s Greatest Hits Columbia Records (CBS)    |
| 1977 | ABBA – Arrival Polydor (Polygram)                                                               | Pink Floyd – Wish You Were Here Harvest Records (EMI)                                     | Boney M. – Take the Heat Off Me Hansa Records (Ariola)                            |
| 1978 | Soundtrack – Saturday Night Fever RSO Records (Polydor)                                         | Pink Floyd – Wish You Were Here Harvest Records (EMI)                                     | Manfred Mann’s Earth Band – Watch Bronze Records (EMI)                            |
| 1979 | Dire Straits – Dire Straits Vertigo Records (PPI)                                               | The Alan Parsons Project – Pyramid Arista Records (EMI)                                   | Pink Floyd – Wish You Were Here Harvest Records (EMI)                             |
| 1980 | Pink Floyd – The Wall Harvest Records (EMI)                                                     | Richard Clayderman – Träumereien K-tel (K-tel)                                            | Barclay James Harvest – Eyes of the Universe Polydor (Polydor)                    |
| 1981 | Mike Oldfield – QE2 Virgin Records (Ariola)                                                     | ABBA – Super Trouper Polar Music (Polydor)                                                | John Lennon & Yoko Ono – Double Fantasy Geffen Records (WMG)                      |
| 1982 | Spider Murphy Gang – Dolce Vita Electrola (EMI)                                                 | BAP – Für usszeschnigge! Musikant Records (EMI)                                           | Foreigner – 4 Atlantic Records (WMG)                                              |
| 1983 | Nena (Band) – Nena Columbia Records (Sony)                                                      | Michael Jackson – Thriller Epic Records (Sony)                                            | Mike Oldfield – Crises Virgin Records (Ariola)                                    |
| 1984 | Herbert Grönemeyer – 4630 Bochum EMI Music (EMI)                                                | Chris de Burgh – Man on the Line A&M Records (CBS)                                        | Nena – ? (Fragezeichen) Columbia Records (Sony)                                   |
| 1985 | Bruce Springsteen – Born in the U.S.A. Columbia Records (Sony)                                  | Tina Turner – Private Dancer Capitol Records (EMI)                                        | Herbert Grönemeyer – 4630 Bochum EMI Music (EMI)                                  |
| 1986 | Jennifer Rush – Movin’ Columbia Records (Sony)                                                  | Herbert Grönemeyer – Sprünge EMI Music (EMI)                                              | Dire Straits – Brothers in Arms Vertigo Records (PPI)                             |
| 1987 | U2 – The Joshua Tree Island Records (Ariola)                                                    | Jennifer Rush – Heart over Mind Columbia Records (Sony)                                   | Tina Turner – Break Every Rule Capitol Records (EMI)                              |
| 1988 | Soundtrack – Dirty Dancing RCA Records (Sony)                                                   | Herbert Grönemeyer – Ö EMI Music (EMI)                                                    | Michael Jackson – Bad Epic Records (Sony)                                         |
| 1989 | Tanita Tikaram – Ancient Heart Warner Music (WMG)                                               | Simply Red – A New Flame Eastwest Records (WMG)                                           | Tracy Chapman – Tracy Chapman Elektra (WMG)                                       |
| 1990 | Phil Collins – … But Seriously Warner Music (WMG)                                               | Sinéad O’Connor – I Do Not Want What I Haven’t Got Chrysalis Records (BMG Ariola)         | Verschiedene Interpreten – KuschelRock 3 Columbia Records (Sony)                  |
| 1991 | Scorpions – Crazy World Mercury Records (Phonogram)                                             | Roxette – Joyride EMI Music (EMI)                                                         | Phil Collins – Serious Hits… Live! Warner Music (WMG)                             |
| 1992 | Genesis – We Can’t Dance Virgin Records (EMI)                                                   | Queen – Greatest Hits Parlophone (EMI)                                                    | Michael Jackson – Dangerous Epic Records (Sony)                                   |
| 1993 | Whitney Houston / Soundtrack – The Bodyguard: Original Soundtrack Album Arista Records (Ariola) | Bon Jovi – Keep the Faith Mercury Records (UMG)                                           | Ace of Base – Happy Nation Metronome Records (Polygram)                           |
| 1994 | Mariah Carey – Music Box Columbia Records (Sony)                                                | Bryan Adams – So Far So Good A&M Records (Polydor)                                        | Pink Floyd – The Division Bell EMI Music (EMI)                                    |
| 1995 | The Kelly Family – Over the Hump Kel-Life (EMI)                                                 | The Cranberries – No Need to Argue Island Records (BMG Ariola)                            | Pur – Abenteuerland Intercord (EMI)                                               |
| 1996 | Fugees – The Score Columbia Records (Sony)                                                      | Alanis Morissette – Jagged Little Pill Maverick Records (WMG)                             | Eros Ramazzotti – Dove c’è musica DDD Records (BMG Ariola)                        |
| 1997 | Andrea Bocelli – Bocelli Sugar Records (Polydor)                                                | Tic Tac Toe – Klappe die 2te RCA Records (BMG Ariola)                                     | Andrea Bocelli – Romanza Sugar Records (Polydor)                                  |
| 1998 | Soundtrack – Titanic: Music from the Motion Picture Sony Classical (Sony)                       | Céline Dion – Let’s Talk About Love Columbia Records (Sony)                               | Modern Talking – Back for Good Hansa Records (BMG Ariola)                         |
| 1999 | Cher – Believe Warner Music (WMG)                                                               | Xavier Naidoo – Nicht von dieser Welt 3P (Sony)                                           | Whitney Houston – My Love Is Your Love Arista Records (BMG Ariola)                |
| 2000 | Santana – Supernatural Arista Records (BMG Ariola)                                              | Bon Jovi – Crush Island Records (UMG)                                                     | Britney Spears – Oops!… I Did It Again Zomba Records (BMG Ariola)                 |
| 2001 | No Angels – Elle’ments Cheyenne Records (UMG)                                                   | Dido – No Angel Arista Records (BMG Ariola)                                               | Rammstein – Mutter Motor Music (UMG)                                              |
| 2002 | Herbert Grönemeyer – Mensch Grönland Records (EMI)                                              | Shakira – Laundry Service Epic Records (Sony)                                             | Anastacia – Freak of Nature Epic Records (Sony)                                   |
| 2003 | DSDS-Allstars – United Hansa Records (BMG Ariola)                                               | Nena – 20 Jahre – Nena feat. Nena Warner Music (WMG)                                      | Herbert Grönemeyer – Mensch Grönland Records (EMI)                                |
| 2004 | Anastacia – Anastacia Epic Records (Sony BMG)                                                   | Norah Jones – Feels Like Home Blue Note Records (EMI)                                     | Rosenstolz – Herz Island Records (UMG)                                            |
| 2005 | Söhne Mannheims – Noiz Söhne Mannheims (UMG)                                                    | Wir sind Helden – Von hier an blind Reklamation Records (EMI)                             | Green Day – American Idiot Reprise Records (WMG)                                  |
| 2006 | Rosenstolz – Das große Leben Island Records (UMG)                                               | Katie Melua – Piece by Piece Dramatico (RTD)                                              | Xavier Naidoo – Telegramm für X Naidoo Records (SPV)                              |
| 2007 | Nelly Furtado – Loose Geffen Records (UMG)                                                      | Herbert Grönemeyer – 12 Grönland Records (EMI)                                            | Linkin Park – Minutes to Midnight Warner Music (WMG)                              |
| 2008 | Amy Winehouse – Back to Black Island Records (UMG)                                              | Ich + Ich – Vom selben Stern Polydor (UMG)                                                | Paul Potts – One Chance RCA Records (Sony BMG)                                    |
| 2009 | Peter Fox – Stadtaffe Downbeat Records (WMG)                                                    | Michael Jackson – King of Pop SBM Records (Sony BMG)                                      | Silbermond – Nichts passiert Columbia Records (Sony)                              |
| 2010 | Unheilig – Große Freiheit Vertigo Records (UMG)                                                 | Peter Maffay – Tattoos Ariola (Sony)                                                      | Lady Gaga – The Fame Interscope Records (UMG)                                     |
| 2011 | Adele – 21 XL Recordings (Indigo)                                                               | Udo Lindenberg – MTV Unplugged – Live aus dem Hotel Atlantic Starwatch (WMG)              | Herbert Grönemeyer – Schiffsverkehr Grönland Records (EMI)                        |
| 2012 | Die Toten Hosen – Ballast der Republik JKP (WMG)                                                | Unheilig – Lichter der Stadt Vertigo Records (UMG)                                        | Adele – 21 XL Recordings (Indigo)                                                 |
| 2013 | Helene Fischer – Farbenspiel Polydor (UMG)                                                      | Robbie Williams – Swings Both Ways Island Records (UMG)                                   | Andrea Berg – Atlantis Ariola (Sony)                                              |
| 2014 | Helene Fischer – Farbenspiel Polydor (UMG)                                                      | AC/DC – Rock or Bust Columbia Records (Sony)                                              | Pink Floyd – The Endless River Parlophone (WMG)                                   |
| 2015 | Helene Fischer – Weihnachten Polydor (UMG)                                                      | Adele – 25 XL Recordings (Indigo)                                                         | Sarah Connor – Muttersprache Polydor (UMG)                                        |
| 2016 | Udo Lindenberg – Stärker als die Zeit Warner Music (WMG)                                        | Andrea Berg – Seelenbeben Berg Records (Sony)                                             | Metallica – Hardwired…to Self-Destruct Blackened Recordings (UMG)                 |
| 2017 | Helene Fischer – Helene Fischer Polydor (UMG)                                                   | Ed Sheeran – ÷ Atlantic Records (WMG)                                                     | Die Toten Hosen – Laune der Natur JKP (WMG)                                       |
| 2018 | Helene Fischer – Helene Fischer Polydor (UMG)                                                   | Bonez MC & RAF Camora – Palmen aus Plastik 2 Vertigo Records (UMG)                        | Gzuz – Wolke 7 Vertigo Records (UMG)                                              |
| 2019 | Rammstein – Unbetitelt Rammstein (UMG)                                                          | Sarah Connor – Herz Kraft Werke Polydor (UMG)                                             | Udo Lindenberg – MTV Unplugged 2 – Live vom Atlantik Warner Music (WMG)           |
| 2020 | AC/DC – Power Up Columbia Records (Sony)                                                        | Böhse Onkelz – Böhse Onkelz Matapaloz (Tonpool)                                           | Sarah Connor – Herz Kraft Werke Polydor (UMG)                                     |
| 2021 | ABBA – Voyage Polar Music (UMG)                                                                 | Helene Fischer – Rausch Polydor (UMG)                                                     | AC/DC – Power Up Columbia Records (Sony)                                          |
| 2022 | Rammstein – Zeit Rammstein (UMG)                                                                | Helene Fischer – Rausch Polydor (UMG)                                                     | ABBA – Voyage Polar Music (UMG)                                                   |
| 2023 | The Rolling Stones – Hackney Diamonds Polydor (UMG)                                             | Depeche Mode – Memento Mori Columbia Records (Sony)                                       | Metallica – 72 Seasons Blackened Recordings (UMG)                                 |
| 2024 | Taylor Swift – The Tortured Poets Department Republic Records (UMG)                             | Billie Eilish – Hit Me Hard and Soft Interscope Records (UMG)                             | Linkin Park – From Zero Warner Music (WMG)                                        |

## Ranglisten
Die folgenden Statistiken bieten eine Übersicht der Interpreten, Musiklabels und Vertriebe, die sich mehrfach in den Top 3 der deutschen Album-Jahrescharts platzieren konnten.

### Interpretationen
| Interpret/Werkreihe                 | #1 | #2 | #3 | Gesamt |
| ----------------------------------- | -- | -- | -- | ------ |
| Helene Fischer                      | 5  | 2  | 0  | 7      |
| ABBA                                | 3  | 1  | 1  | 5      |
| Soundtrackreihe – My Fair Lady      | 3  | 1  | 0  | 4      |
| The Beatles                         | 2  | 4  | 1  | 7      |
| Herbert Grönemeyer                  | 2  | 3  | 3  | 8      |
| Rammstein                           | 2  | 0  | 1  | 3      |
| Heintje                             | 2  | 0  | 0  | 2      |
| Pink Floyd                          | 1  | 2  | 3  | 6      |
| AC/DC                               | 1  | 1  | 1  | 3      |
| Adele                               | 1  | 1  | 1  | 3      |
| Udo Lindenberg                      | 1  | 1  | 1  | 3      |
| Esther & Abi Ofarim                 | 1  | 1  | 1  | 3      |
| Deep Purple                         | 1  | 1  | 0  | 2      |
| Kompilationsreihe – Vergißmeinnicht | 1  | 1  | 0  | 2      |
| James Last                          | 1  | 1  | 0  | 2      |
| Unheilig                            | 1  | 1  | 0  | 2      |
| Anastacia                           | 1  | 0  | 1  | 2      |
| Andrea Bocelli                      | 1  | 0  | 1  | 2      |
| Phil Collins                        | 1  | 0  | 1  | 2      |
| Whitney Houston                     | 1  | 0  | 1  | 2      |
| Nena (Band)                         | 1  | 0  | 1  | 2      |
| Mike Oldfield                       | 1  | 0  | 1  | 2      |
| Rosenstolz                          | 1  | 0  | 1  | 2      |
| Die Toten Hosen                     | 1  | 0  | 1  | 2      |
| Michael Jackson                     | 0  | 2  | 2  | 4      |
| Soundtrackreihe – West Side Story   | 0  | 2  | 0  | 2      |
| Sarah Connor                        | 0  | 1  | 2  | 3      |
| Andrea Berg                         | 0  | 1  | 1  | 2      |
| Xavier Naidoo                       | 0  | 1  | 1  | 2      |
| Tina Turner                         | 0  | 1  | 1  | 2      |
| Linkin Park                         | 0  | 0  | 2  | 2      |
| Metallica                           | 0  | 0  | 2  | 2      |
| Simon & Garfunkel                   | 0  | 0  | 2  | 2      |

### Musiklabels
| Musiklabel           | #1 | #2 | #3 | Gesamt |
| -------------------- | -- | -- | -- | ------ |
| Polydor              | 9  | 6  | 5  | 20     |
| Columbia Records     | 7  | 6  | 8  | 21     |
| Philips Records      | 4  | 2  | 1  | 7      |
| Warner Music         | 4  | 1  | 4  | 9      |
| Island Records       | 3  | 3  | 1  | 7      |
| Ariola               | 3  | 2  | 1  | 6      |
| Apple Records        | 2  | 3  | 0  | 5      |
| Vertigo Records      | 2  | 2  | 2  | 6      |
| Arista Records       | 2  | 2  | 1  | 5      |
| Harvest Records      | 2  | 2  | 1  | 5      |
| Virgin Records       | 2  | 0  | 1  | 3      |
| Rammstein            | 2  | 0  | 0  | 2      |
| EMI Music            | 1  | 3  | 2  | 6      |
| Epic Records         | 1  | 2  | 3  | 6      |
| Grönland Records     | 1  | 1  | 2  | 4      |
| Polar Music          | 1  | 1  | 1  | 3      |
| RCA Records          | 1  | 1  | 1  | 3      |
| Stern Musik          | 1  | 1  | 1  | 3      |
| XL Recordings        | 1  | 1  | 1  | 3      |
| Mercury Records      | 1  | 1  | 0  | 2      |
| Hansa Records        | 1  | 0  | 2  | 3      |
| JKP                  | 1  | 0  | 1  | 2      |
| Sugar Records        | 1  | 0  | 1  | 2      |
| Interscope Records   | 0  | 1  | 1  | 2      |
| Odeon Records        | 0  | 1  | 1  | 2      |
| Blackened Recordings | 0  | 0  | 2  | 2      |

### Vertriebe
| Vertrieb                   | #1 | #2 | #3 | Gesamt |
| -------------------------- | -- | -- | -- | ------ |
| Universal Music (UMG)      | 16 | 10 | 9  | 35     |
| EMI Music (EMI)            | 10 | 17 | 10 | 37     |
| Sony Music (Sony/Sony BMG) | 9  | 10 | 11 | 30     |
| Ariola (Ariola/BMG Ariola) | 8  | 6  | 7  | 21     |
| Warner Music (WMG)         | 6  | 5  | 10 | 21     |
| Polydor (Polydor)          | 3  | 4  | 4  | 11     |
| Chappell (Chappell)        | 3  | 3  | 0  | 6      |
| Philips (PPI)              | 2  | 1  | 2  | 5      |
| Polygram (Polygram)        | 2  | 0  | 1  | 3      |
| Indigo (Indigo)            | 1  | 1  | 1  | 3      |
| Stern Musik (SM)           | 1  | 1  | 1  | 3      |
| Columbia Records (CBS)     | 0  | 1  | 2  | 3      |

## Besonderheiten
2 Platzierungen innerhalb der Top 3 im selben Jahr (Interpret)
- 1974:  The Beatles
- 1975:  The Beatles
- 1997:  Andrea Bocelli

3 Platzierungen innerhalb der Top 3 im selben Jahr (Herkunftsland/Interpret/Musiklabel/Vertrieb)
- Herkunftsland
  - 1972:  Deutschland
  - 1979:  Vereinigtes Königreich
  - 2000:  Vereinigte Staaten
  - 2003:  Deutschland
  - 2018:  Deutschland
  - 2019:  Deutschland
  - 2024:  Vereinigte Staaten
- Vertrieb
  - 1974: EMI Music
  - 1989: Warner Music
  - 2018: Universal Music
  - 2022: Universal Music

Wiederkehrende Platzierung (2×)
- 1963/65:  Soundtrack – West Side Story
- 1967/68:  Verschiedene Interpreten – Eine Stern Stunde der Musik – Vergißmeinnicht
- 1968/69:  Heintje – Heintje
- 1974/75:  The Beatles – 1967–1970
- 1984/85:  Herbert Grönemeyer – 4630 Bochum
- 2002/03:  Herbert Grönemeyer – Mensch
- 2011/12:  Adele – 21
- 2013/14:  Helene Fischer – Farbenspiel
- 2017/18:  Helene Fischer – Helene Fischer
- 2019/20:  Sarah Connor – Herz Kraft Werke
- 2020/21:  AC/DC – Power Up
- 2021/22:  ABBA – Voyage
- 2021/22:  Helene Fischer – Rausch

Wiederkehrende Platzierung (3×)
- 1974/75/76:  The Beatles – 1962–1966
- 1977/78/79:  Pink Floyd – Wish You Were Here

Wiederkehrende Platzierung (4×)
- 1963/64/65/66:  Soundtrack – My Fair Lady – Deutsche Originalaufnahme

Weitere Besonderheiten
- Das Musicalalbum My Fair Lady – Deutsche Originalaufnahme, zur deutschsprachigen Aufführung von My Fair Lady, platzierte sich in den Jahren 1963 bis 1965 dreimal in Folge an der Chartspitze. Darüber hinaus erreichte das Album im Jahr 1966 den zweiten Rang.
- Zwischen den Jahren 1963 und 1966 platzierten sich ausschließlich Alben von Philips Records an der Chartspitze.
- In den Jahren 1966 und 2021 platzierten sich in den Top 3 lediglich Interpreten, die zuvor schonmal in den Top 3 der Jahrescharts vertreten waren.
- In den Jahren 1968 und 1969 belegte Heintje mit seinem gleichnamigen Debütalbum jeweils die Chartspitze.
- Zwischen den Jahren 1973 und 1983 war immer ein britischer Interpret in den Top 3 vertreten.
- Die Beatles platzierten sich 1974 und 1975 zweimal in Folge mit dem Album 1962–1966 an der Chartspitze.
- ABBA platzierten sich 1976 und 1977 mit den Alben The Best Of und Arrival zweimal in Folge an der Chartspitze.
- Helene Fischer konnte sich in den Jahren 2013 bis 2015 mit den Alben Farbenspiel und Weihnachten drei Jahre in Folge an der Chartspitze platzieren. In den Jahren 2017 und 2018 platziere sie sich ebenfalls wiederkehrend mit Helene Fischer an der Chartspitze. Damit belegte sie in sechs Jahren fünfmal den ersten Rang.
- Zwischen den Jahren 2001 und 2022 war immer ein deutscher Interpret in den Top 3 vertreten.